# Contay British Cemetery
Le Contay British Cemetery    est un cimetière militaire de la Première Guerre mondiale situé  sur le territoire de la commune de Contay, dans le département de la Somme, au nord-est d'Amiens.

## Localisation
Ce cimetière est situé à 800 m au sud de la commune, en bordure de la D23.

## Histoire

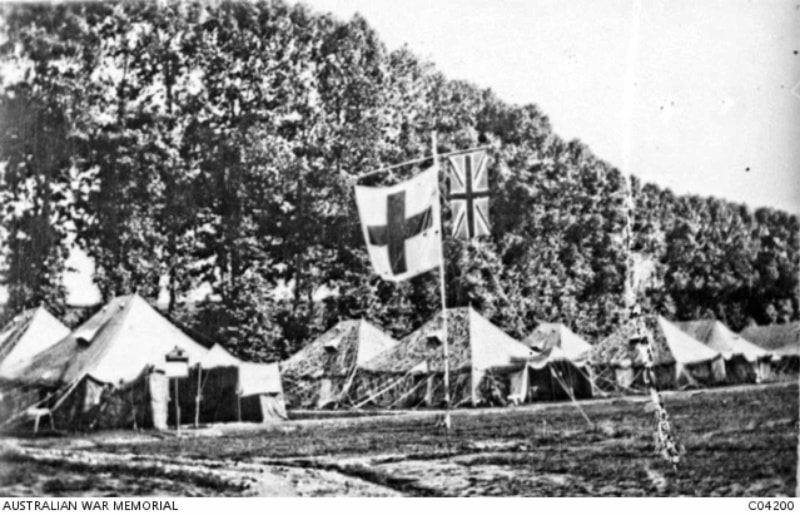
Un hôpital à Contay géré par la 5e ambulance de campagne australienne en septembre 1916.
(photo Australian War Memorial)

Le secteur de Contay demeura à une quinzaine de kilomètres de la ligne de front qui se situait à l'est d'Albert. C'est pour cette raison que des hôpitaux militaires britanniques y furent implantés.

C'est à partir d'août 1916 jusqu'en mars 1917, que ce cimetière fut créé pour inhumer les soldats décédés des suites de leurs blessures. Il fut abandonné au printemps 1917 du fait de l'éloignement du front lors du retrait des Allemands sur la Ligne Hindenburg, les unités médicales s'étant déplacées plus à l'est. Ce n'est qu'en avril 1918, lors de l'Offensive du Printemps lorsque les Allemands avancèrent vers Albert, que  les hôpitaux de campagne utilisèrent à nouveau ce site.

Le cimetière de Contay comporte  1 132 sépultures du Commonwealth de la Première Guerre mondiale, dont seulement 3 ne sont pas identifiées,

## Caractéristique
Ce vaste cimetière est entouré d'un muret de moellons sur un côté et d'une haie d'arbustes sur les autres côtés.

L'extension a été conçue par Sir Reginald Blomfield.

## Galerie

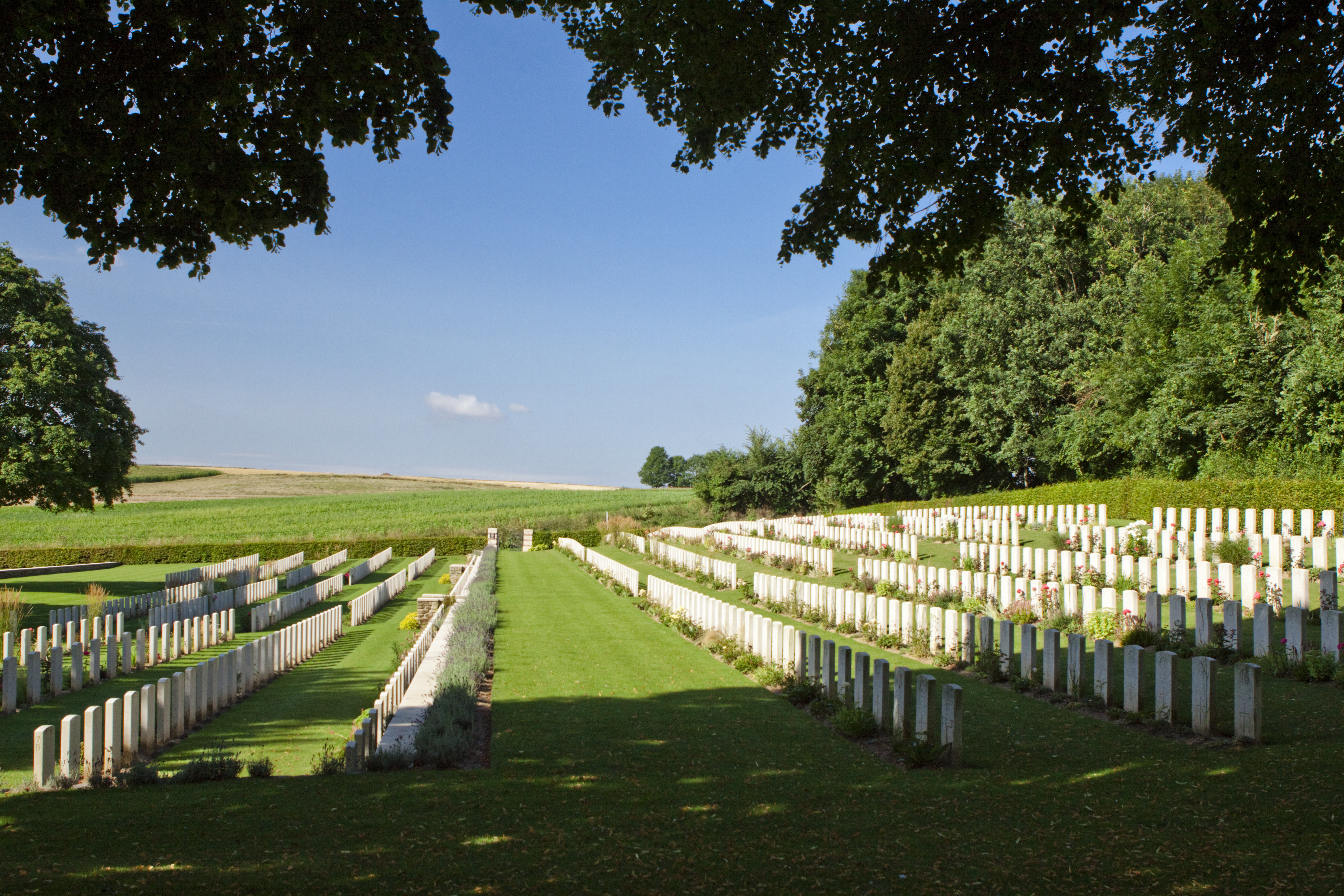
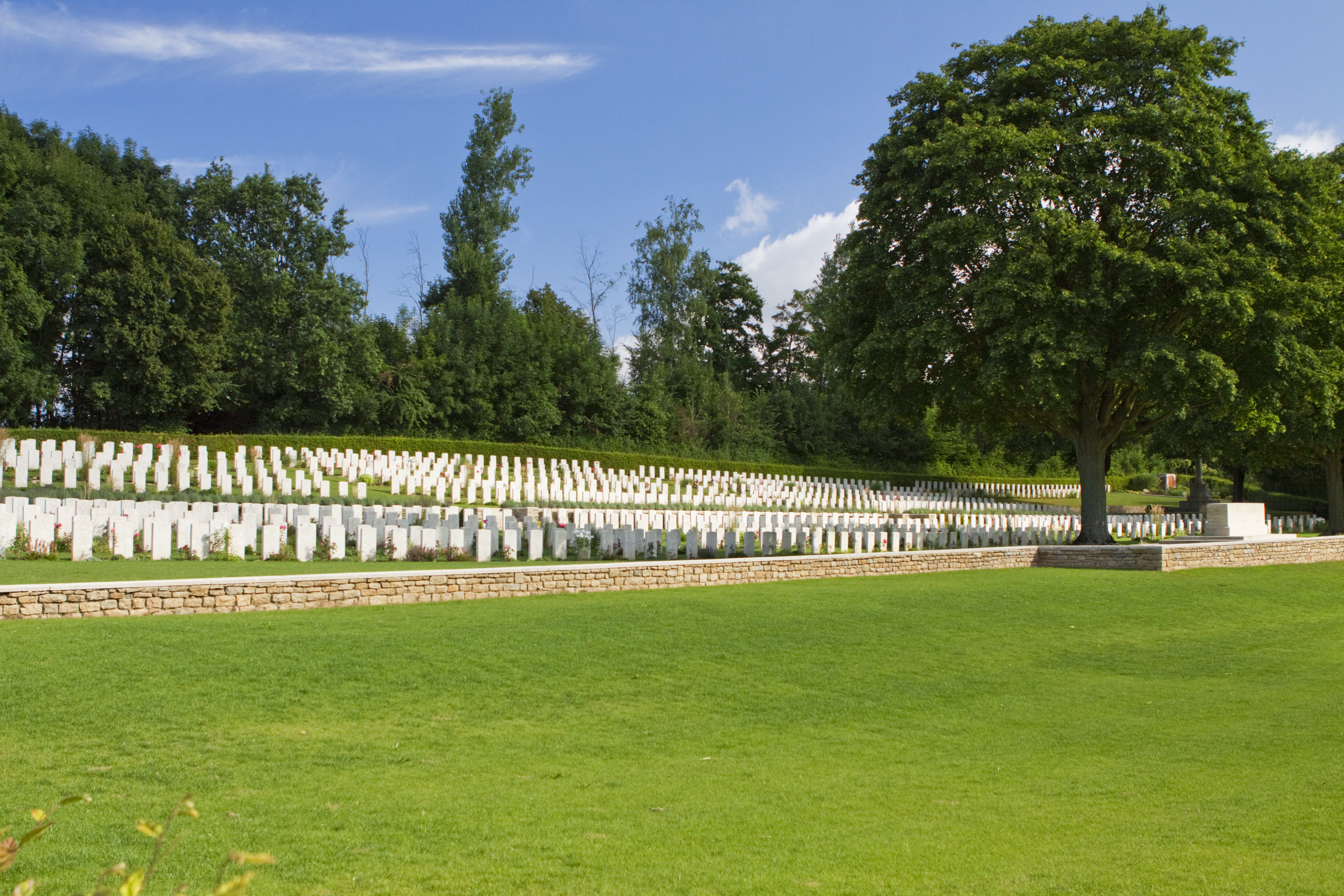
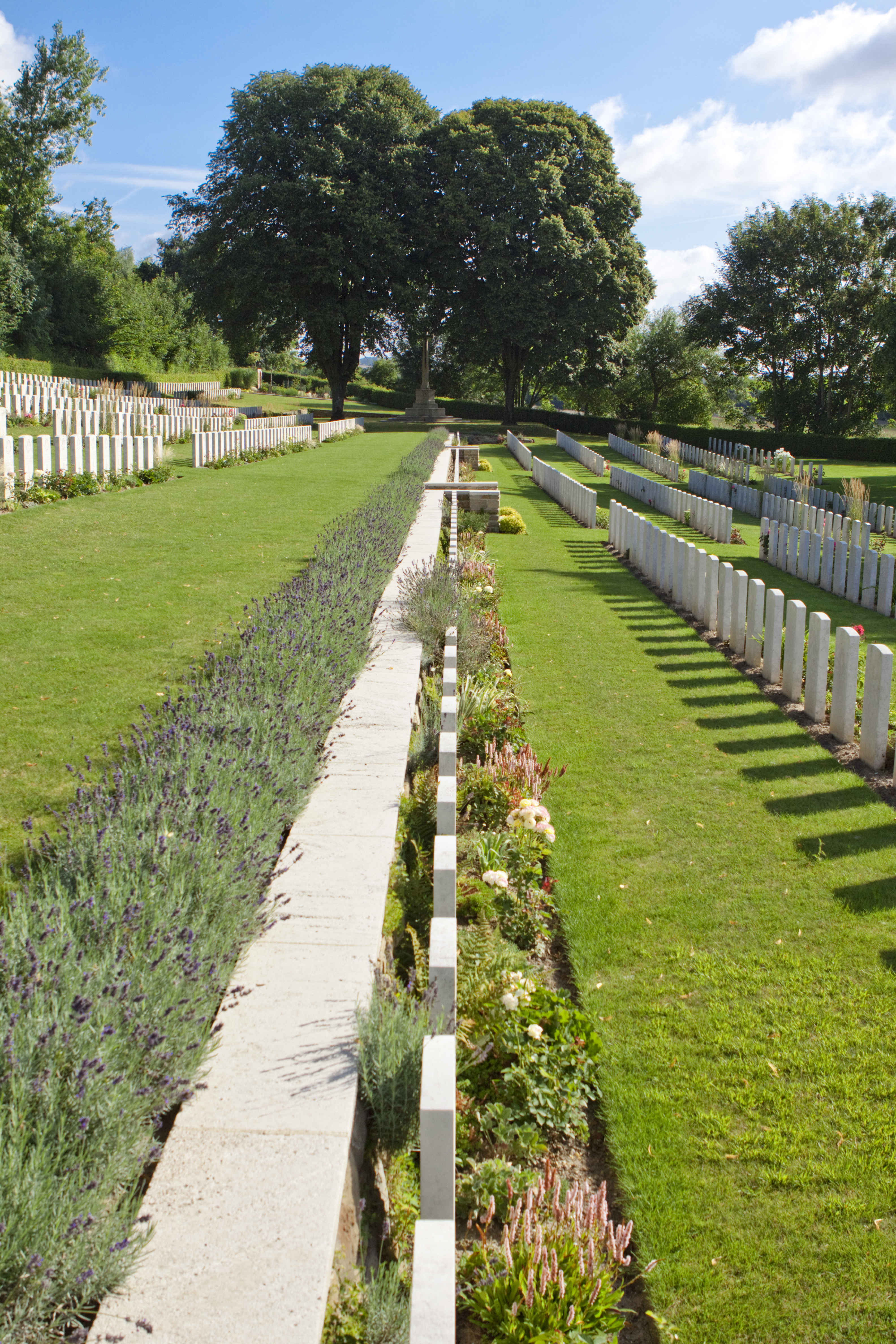
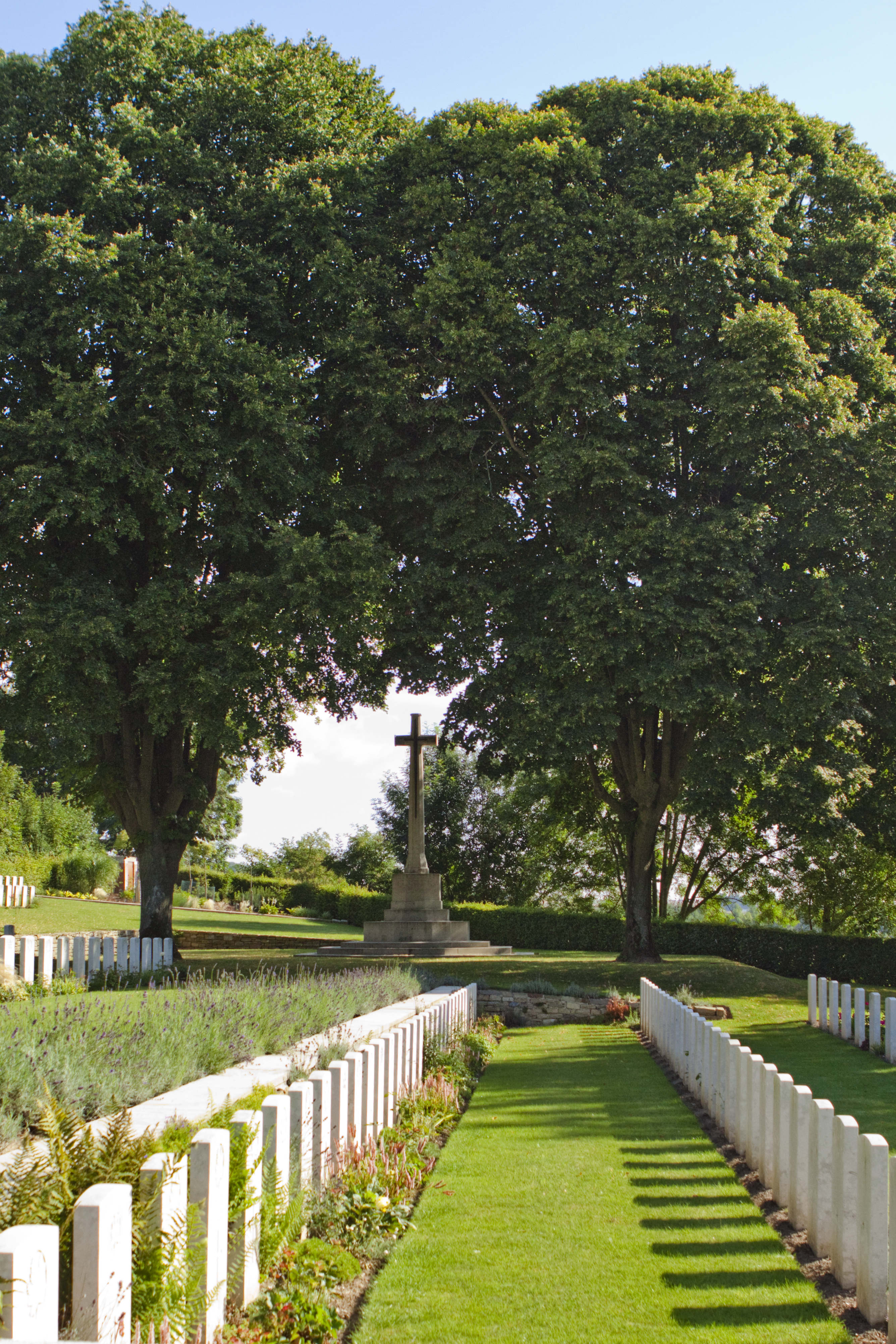
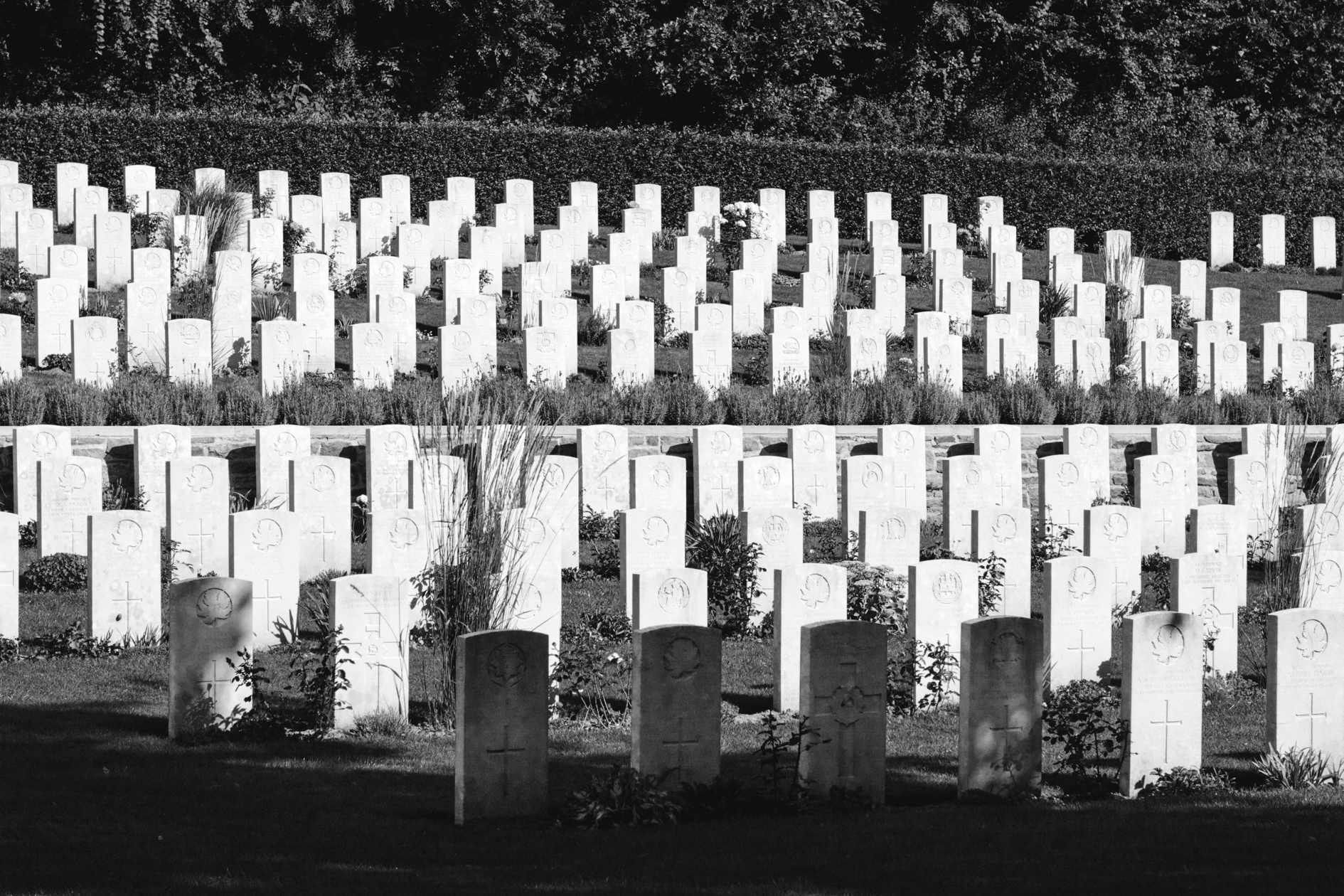
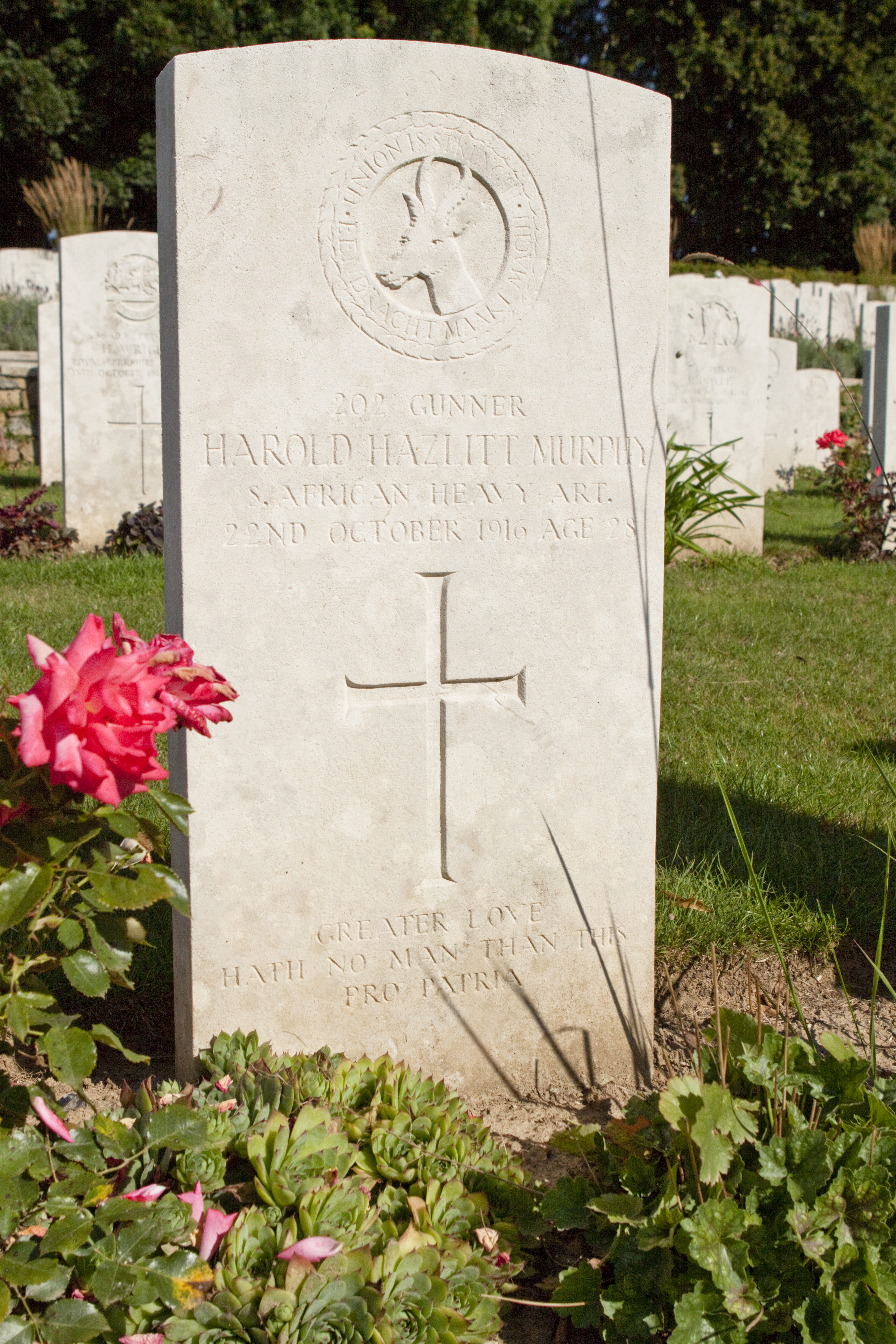

## Sépultures
| Pays           | Sépultures |
| -------------- | ---------- |
| Royaume-Uni    | 698        |
| Canada         | 414        |
| Australie      | 29         |
| Afrique du Sud | 1          |
| Total          | 1132       |